# Puducherry (district)
Puducherry (tot 2006 Pondicherry) is een district van het Indiase unieterritorium Puducherry. Het district telt 735.004 inwoners (2001) en heeft een oppervlakte van 293 km².
Het district Puducherry bestaat uit een groep van elf enclaves, die gedeeltelijk wordt omsloten door de staat Tamil Nadu. Het ligt aan de Coromandelkust van de Golf van Bengalen, ongeveer 135 kilometer ten zuiden van Chennai. De gelijknamige districtshoofdstad Puducherry, tevens hoofdstad van het gehele unieterritorium, ligt in de grootste van de elf enclaves. Een andere grote stad die hier ligt is Ozhukarai.
Puducherry · Karaikal · Mahé · Yanam